# Canal de Monegros
El Canal de Monegros es un canal ideado en el Plan de Riegos del Alto Aragón de 1902. Su construcción comenzó en 1915 y tiene 130 km de longitud.
El canal transcurre por algunos municipios de la comarca de Los Monegros, este se divide en dos zonas, Monegros I y Monegros II, siendo el punto de origen de Monegros I el Embalse de La Sotonera en Alcalá de Gurrea. El final de este y el comienzo de Monegros II se sitúa en el denominado como Abrazo de Tardienta en Tardienta.
El canal vierte, de media anual, unos 400 hm³.
Cuando finalicen las obras del embalse de Almudévar quedará conectado al Canal del Cinca en sustitución del Abrazo de Tardienta.